# Mitologia porównawcza

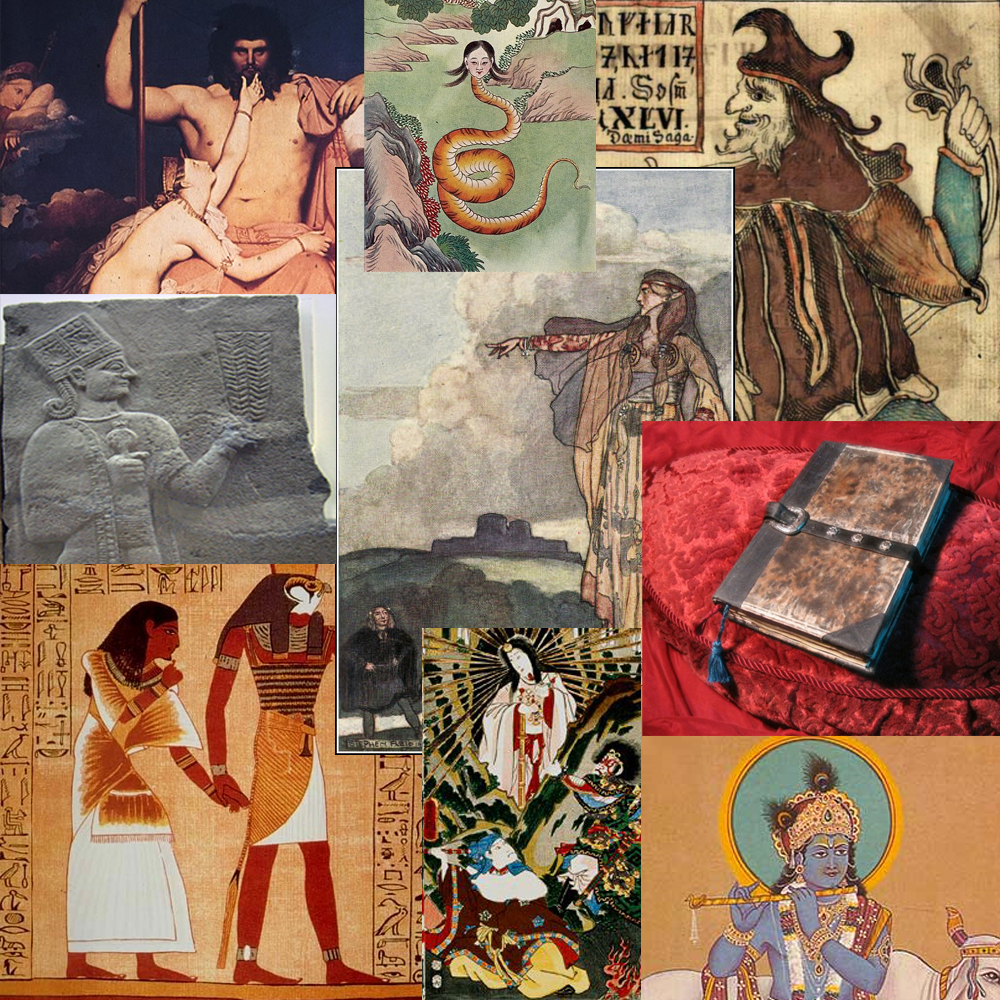
Różne mity

Mitologia porównawcza (również mitoznawstwo porównawcze) – dziedzina nauki zajmująca się porównywaniem mitów wywodzących się z różnych kultur w celu zidentyfikowania łączących je cech i współdzielonych motywów.
Pionierami mitologii porównawczej byli Charles de Brosses oraz Christian Gottlieb Heyne. Ta nowa dyscyplina naukowa powstała w drugiej połowie XVIII wieku obejmując, w szczególności, mitologie starożytne oraz nowożytne.